# Claud Robert James Thompson
Claud Robert James Thompson, avstralski častnik, vojaški pilot in letalski as, * 15. junij 1892, † 17. julij 1918, Anglija (KIFA).
Stotnik Thompson je v svoji vojaški karieri dosegel 6 zračnih zmag.

## Življenjepis
Svoje letalske zmage je dosegel v kabinah letal SPAD VII in SPAD XIII, medtem ko je služil v 19. eskadrilji. Potem je bil poslan nazaj v Angliji, kjer pa je umrl v letalski nesreči.